# Jean Valcourt
Pour les articles homonymes, voir Valcourt.
Jean Valcourt (né Émile Tournand le 31 mai 1905 à Lille et mort le 15 janvier 1969 à Montréal) est un comédien et metteur en scène français, pensionnaire de la Comédie-Française de 1932 à 1945. À partir de 1957, il poursuit sa carrière au Canada et devient directeur de conservatoires.

## Biographie
Jean Valcourt est pensionnaire de la Comédie-Française de 1932 à 1945. Il fonde ensuite la Compagnie Jean Valcourt avant de rejoindre le Canada en 1957 pour prendre la direction du Conservatoire d'art dramatique de Montréal, auquel il a ajouté une troisième année d’études. Il crée le Conservatoire d'art dramatique de Québec en 1958 dans le Conservatoire de Musique, qui devient le Conservatoire de musique et d'art dramatique du Québec, qu'il dirige, avec celui de Montréal, jusqu’à sa mort. Le studio E, salle de théâtre à géométrie variable pouvant accueillir 90 spectateurs, lui est consacré dans le nouveau (2009) Conservatoire d'art dramatique de Montréal situé au 4750 rue Henri-Julien. C'est aussi sous l'impulsion de Jean Valcourt qu'en 1963 les Jeunes comédiens du Théâtre du Nouveau Monde, alors seule troupe de tournée basée à Montréal, se dotent d'un conseil d'administration et d'une assemblée générale pour devenir le Théâtre populaire du Québec.
Orphelin de père très tôt, élevé par une mère pianiste, il se dirige d'abord vers une carrière musicale. Puis, au moment de se marier, estime devoir choisir un métier plus "sérieux" : ce sera le théâtre ! 
Il entre au Conservatoire de Paris dont il sort avec les premiers prix de comédie, de tragédie, de comédie moderne en 1932 et est immédiatement engagé par la Comédie-Française.
Comédien de théâtre, directeur de conservatoires, il aura aussi - et, pour ses élèves, surtout - été un grand professeur de théâtre en France (Gérard Philipe, Geneviève Page furent parmi ses élèves) et au Canada.

## Théâtre

### Comédien
- 1932 : L'Âge du fer de Denys Amiel, Comédie-Française
- 1933 : Adam et Ève de Sacha Guitry, mise en scène Sacha Guitry, Comédie-Française : un homme
- 1933 : La Tragédie de Coriolan de William Shakespeare, mise en scène Émile Fabre, Comédie-Française
- 1933 : Bérénice de Jean Racine, Comédie-Française : Paulin (6 fois de 1933 à 1937)
- 1934 : La Couronne de carton de Jean Sarment, Comédie-Française
- 1935 : Madame Quinze de Jean Sarment, mise en scène de l'auteur, Comédie-Française
- 1935 : Lucrèce Borgia de Victor Hugo, mise en scène Émile Fabre, Comédie-Française
- 1938 : Iphigénie de Racine, mise en scène Marie Ventura, Comédie-Française
- 1938 : Ruy Blas de Victor Hugo, mise en scène Pierre Dux, Comédie-Française
- 1938 : Cantique des cantiques de Jean Giraudoux, mise en scène Louis Jouvet, Comédie-Française
- 1938 : Tricolore de Pierre Lestringuez, mise en scène Louis Jouvet, Comédie-Française
- 1938 : Cyrano de Bergerac d'Edmond Rostand, mise en scène Pierre Dux, Comédie-Française
- 1939 : Le Mariage de Figaro de Beaumarchais, mise en scène Charles Dullin, Comédie-Française
- 1940 : La Nuit des rois de William Shakespeare, mise en scène Jacques Copeau, Comédie-Française
- 1941 : André del Sarto d'Alfred de Musset, mise en scène Jean Debucourt, Comédie-Française
- 1941 : Lucrèce Borgia de Victor Hugo, mise en scène Émile Fabre, Comédie-Française
- 1942 : Hamlet de William Shakespeare, mise en scène Charles Granval, Comédie-Française
- 1942 : Iphigénie en Tauride de Goethe, mise en scène Jean Yonnel, Comédie-Française
- 1942 : La Reine morte d'Henry de Montherlant, mise en scène Pierre Dux, Comédie-Française
- 1942 : Bérénice de Jean Racine, Comédie-Française : Arsace (26 fois de 1941 à 1944)
- 1943 : Vidocq chez Balzac d'Émile Fabre d'après Honoré de Balzac, mise en scène Émile Fabre, Comédie-Française
- 1943 : Boubouroche de Georges Courteline, Comédie-Française
- 1943 : Courteline au travail de Sacha Guitry, Comédie-Française
- 1943 : Iphigénie à Delphes de Gerhart Hauptmann, mise en scène Pierre Bertin, Comédie-Française
- 1943 : Le Soulier de satin de Paul Claudel, mise en scène Jean-Louis Barrault, Comédie-Française
- 1944 : Les Fausses Confidences de Marivaux, mise en scène Maurice Escande, Comédie-Française
- 1944 : Asmodée de François Mauriac, mise en scène Jacques Copeau, Comédie-Française
- 1953 : Le Voyageur sans bagage de Jean Anouilh, mise en scène Georges Pitoeff, Théâtre des Célestins

### Metteur en scène
- 1944 : Et délivrez-nous du mal, de Jacques de Montalais, Studio des Champs-Élysées[1].
- 1945 : Heureux Ulysse d’Alex A., Théâtre d’Iéna
- 1946 : Le Père humilié, de Paul Claudel, Théâtre des Champs-Élysées
- 1956 : Le Cid, de Pierre Corneille, "Les Spectacles Baré-Borelli" Théâtre des Célestins[2]